# Calvignano
Calvignano ist eine Gemeinde (comune) mit 108 Einwohnern (Stand 31. Dezember 2023) in der südwestlichen Lombardei im Norden Italiens in der Provinz Pavia. Die Gemeinde liegt etwa 23 Kilometer südlich von Pavia in der Oltrepò Pavese und gehört zur Comunità montana Oltrepò Pavese.

## Geschichte
Erstmals urkundlich erwähnt wird die Gemeinde im Jahr 1111.

## Weblinks

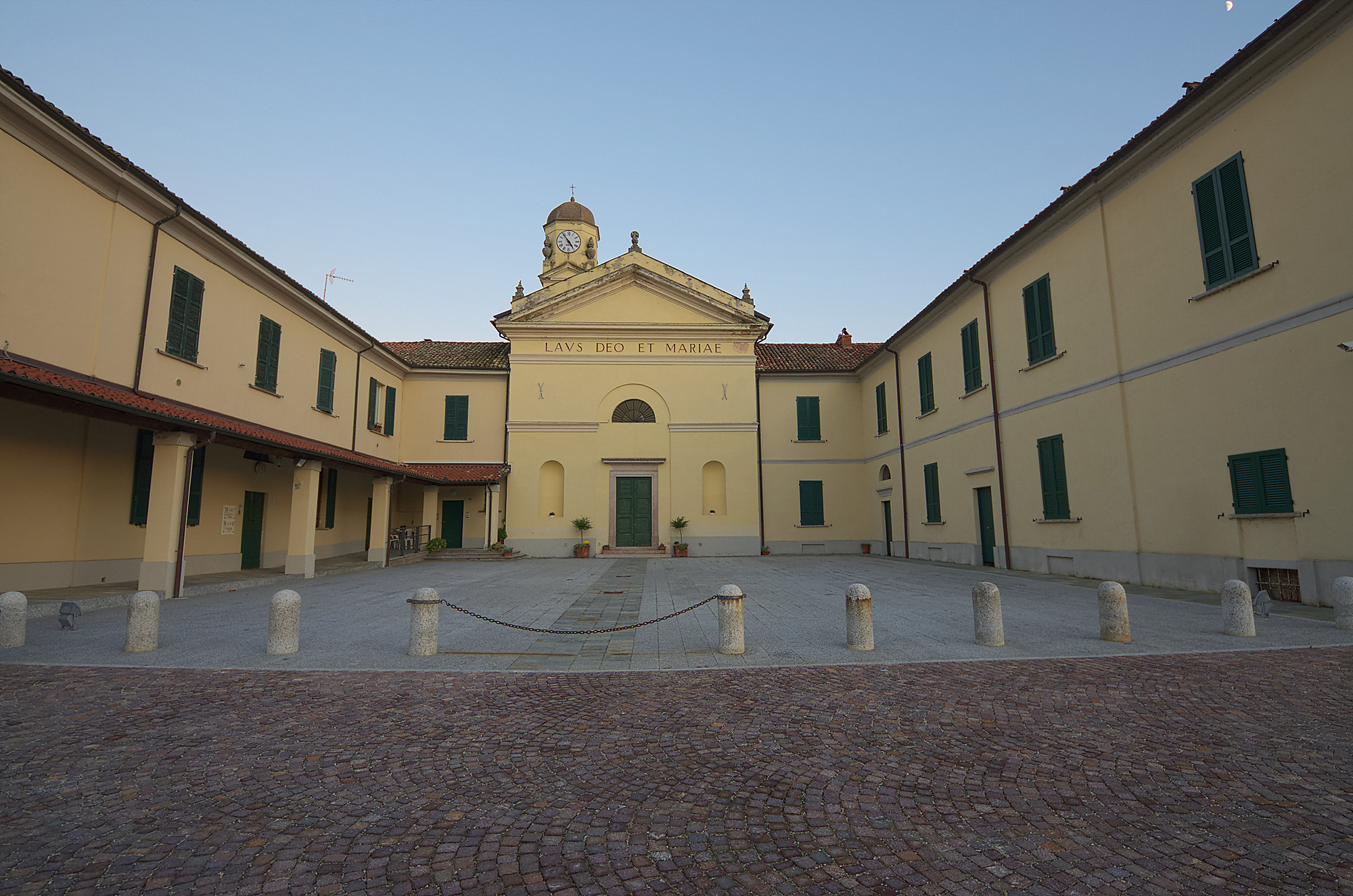
Kirche St. Martin